# Mysateles garridoi
L'hutia di Garrido (Mysateles garridoi (Varona, 1970)) è un roditore appartenente alla famiglia Capromyidae, endemico di Cuba e forse persino estinto.
La specie è presente nelle isole del banco de los jardins y jardinillos dell'arcipelago di Canarreos, a Cuba e sull'isola della Gioventù. Nel 1970 un esemplare è stato catturato a Cajos Maja, nel sud di Cuba. Nel 1989 altri due esemplari sono stati trovati nello stesso luogo. L'attività umana in queste zone è in aumento e la specie potrebbe essersi estinta verso gli anni novanta..